# Myrica gale
Mirto de Brabante o mirto de turbera (Myrica gale) es una especie vegetal, perteneciente a la familia de las miricáceas.

## Distribución
La planta crece en las zonas oligotróficas de gran parte del Hemisferio Boreal: litoral atlántico y norte de América Boreal, este de Asia y norte y oeste de Europa, casi siempre en zona de influencia oceánica. En la Península Ibérica está repartida por su cuadrante noroeste, desde Galicia hasta la Extremadura portuguesa y en algunos puntos aislados del centro.

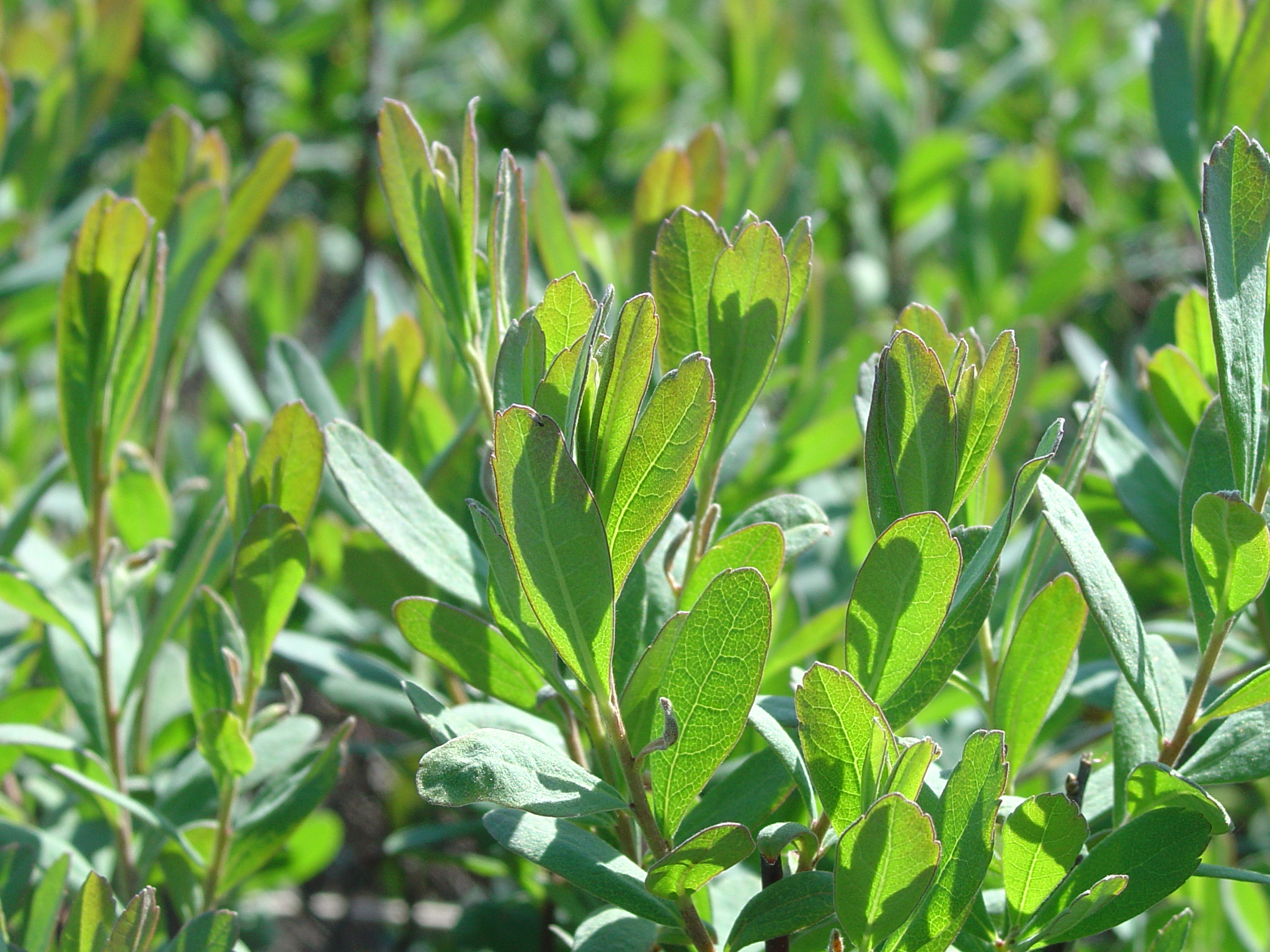
Follaje.

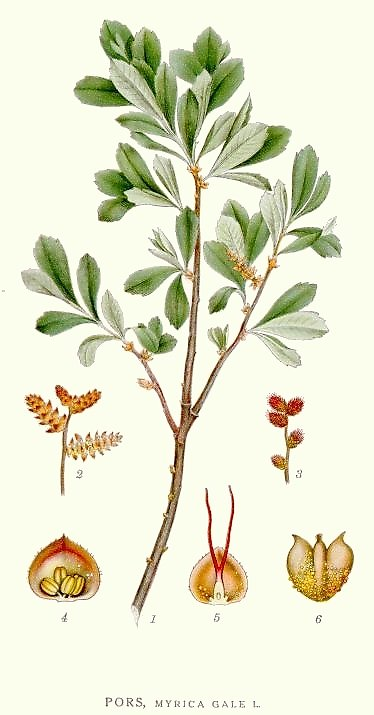
Ilustración.

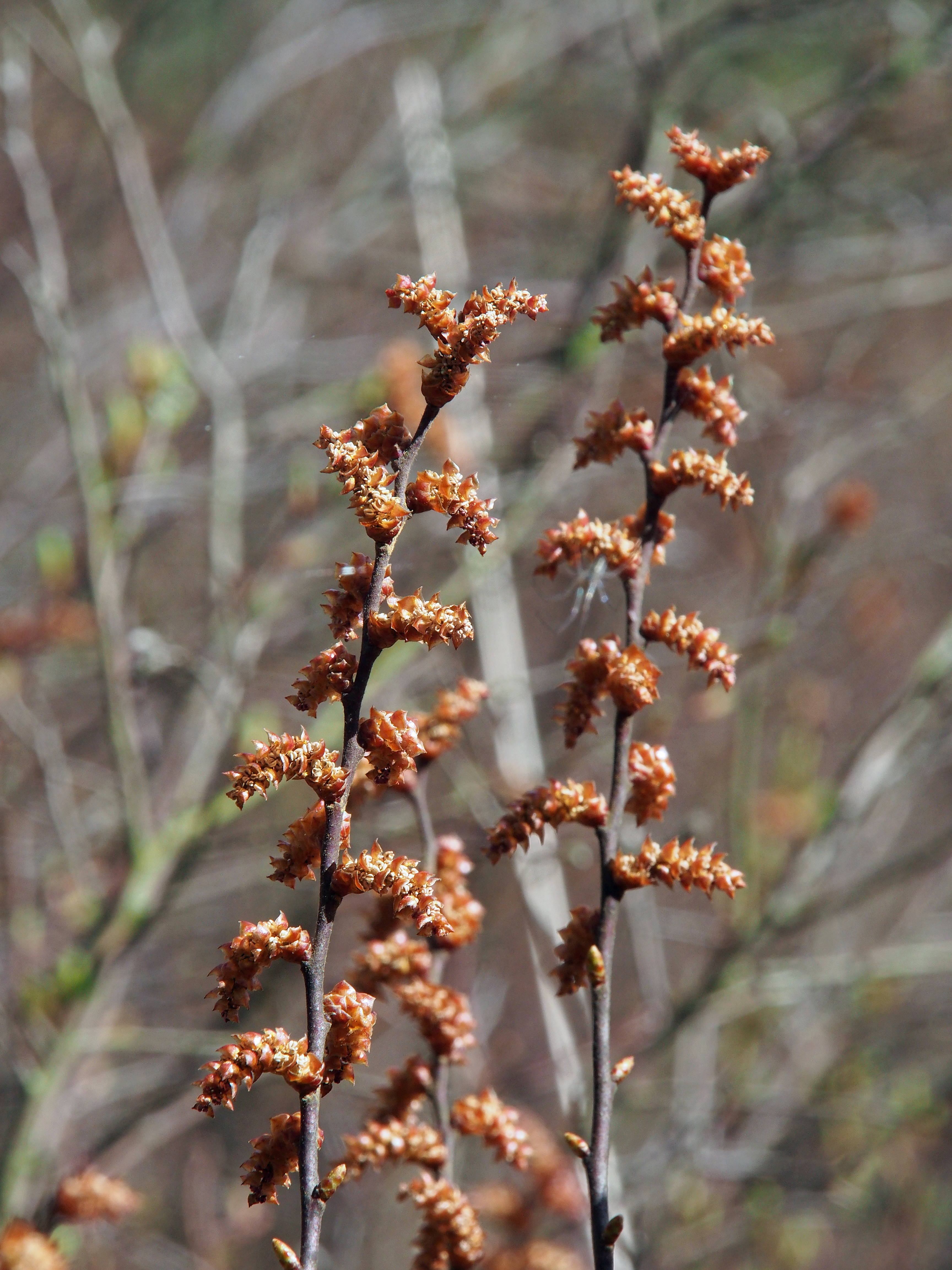
Detalle de la planta

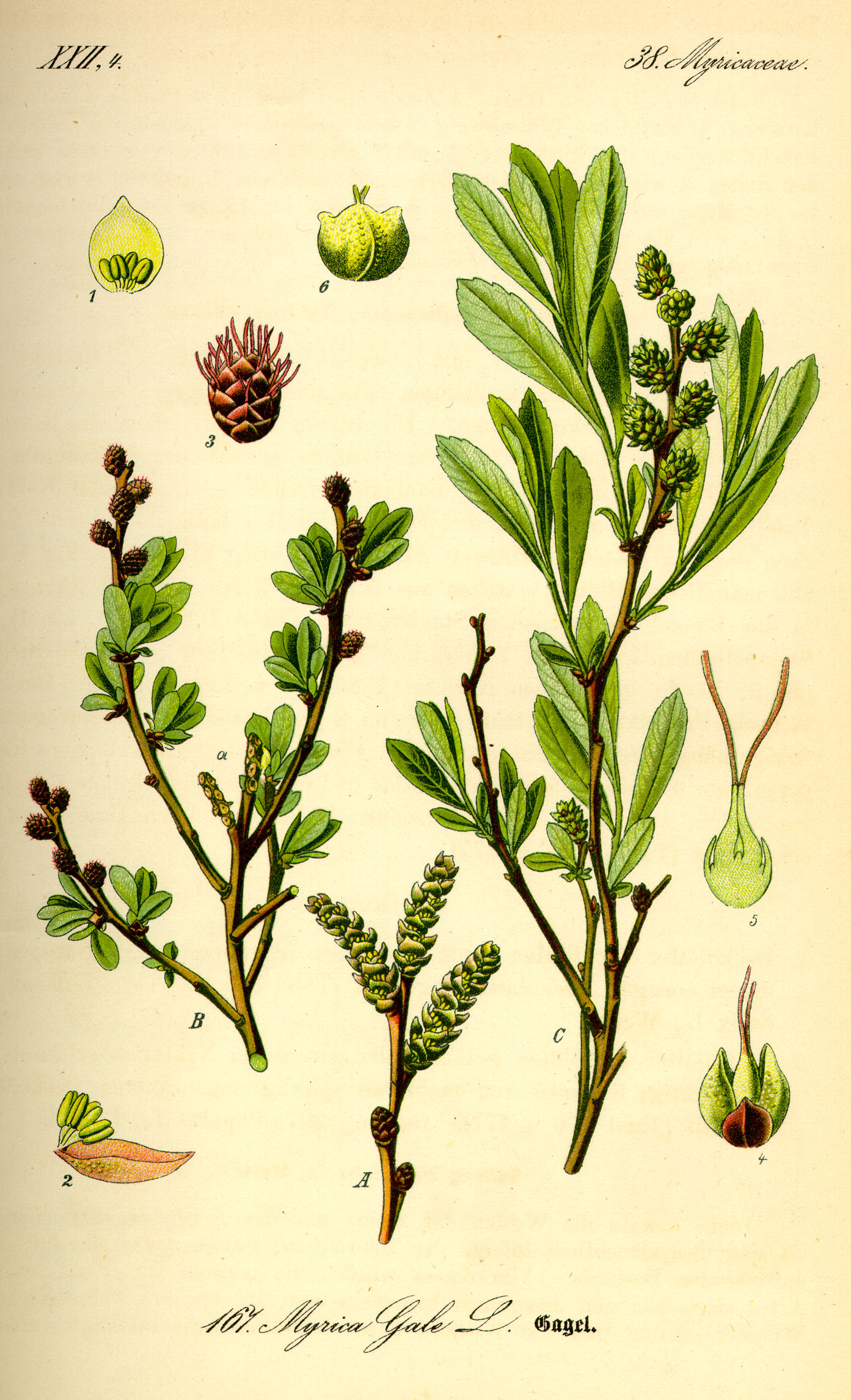
Ilustración

## Hábitat
En general, crece en la ácida turba de turberas, y para hacer frente a estas difíciles condiciones de poco nitrógeno, la raíz tiene que fijar el nitrógeno con actinobacterias que permiten a las plantas crecer. 

## Características
Se trata de un arbusto caducifolio que alcanza los  1-2 m de altura.  Las hojas están dispuestas en espiral, simples, de 2-5 cm de largo, oblanceoladas cónicas con una base más amplia y punta, y un arrugado o finamente dentado margen. Las flores son amentos, con masculinas y femeninas en diferentes plantas (dioico).  El fruto es una pequeña drupa.

## Propiedades
Las hojas contienen un aceite esencial rico en terpenos pero de composición variada. Los principales componentes son el α-pineno, el 1,8 cineol, el mirceno y el limoneno. Además también se han reportado el ß -cadineno, el 11-selineno-4-ol, el ß -terpineno, el p -cimeno, el cariofileno, el 4,11-selinadieno, el ß -elemenoneno, el germacrone y otros.

## Usos
Algunas recetas que lo emplean han sido reportadas en Suecia, Inglaterra y el Norte de Francia. En el pasado, sus fragantes hojas ofrecían un aroma aun a quienes no podían costear el uso de las especias importadas, entre ellos, los campesinos de Europa Central y del Norte.
No obstante, históricamente, la aplicación más importante de esta especia fue durante el aromatizado de la cerveza. El proceso de obtención de este producto constituye un arte antiguo de Europa Central y Occidental; en el cual el lúpulo (Humulus lupulus) representa una pequeña parte de la historia medieval. Es así que los fabricantes usaban una gran cantidad de plantas aromáticas, siendo el mirto de Brabante uno de los más eficientes así como más baratos. Como resultado, en el período renacentista existieron una multitud de variedades de este producto.
Su corteza se empleada por el carácter astringente del tanino que contiene.
Las hojas de un mirto de Brabante poseen un aroma muy agradable que se ve incrementado al secarlas. Su sabor es similar aunque ligeramente amargo y astringente.

## Taxonomía
Myrica gale fue descrita por Carlos Linneo y publicado en Species Plantarum 2: 1024. 1753.
Sinonimia
- Gale belgica Dumort.
- Gale portugalensis (Mirb. ex DC.) A. Cheval.
- Gale palustris Chev.
- Gale uliginosa Spach
- Myrica palustris Lam.
- Myrica rothmaleriana P.Silva[3]
- Gale commune J.Presl
- Myrica brabantica Gray
- Myrtus brabantica Garsault[4]

## Nombres comunes
- Castellano: arrayán brabántico, arrayán bravántico, arrayán de Brabante, arrayán de Bravante, arrayán de los pantanos, mirto bastardo, mirto de Bonal, mirto de Brabante, mirto de Bravante, mirto real.[5]
- árbol de la cera[6]